# Challenger 2
El FV4034 Challenger 2  (que en inglés significa retador) es un carro de combate británico en servicio con los ejércitos del Reino Unido y Omán. Fue fabricado por la empresa británica Alvis Vickers, en la actualidad parte de BAE Systems Land and Armaments. El Challenger 2 es el tercer vehículo en compartir este nombre: el primero fue el A30 Challenger, un tanque basado en el Mk VIII Cromwell armado con un cañón de 17 libras; el segundo fue el precursor Challenger 1, el carro de combate del ejército británico durante los años 1980 y la primera mitad de la década de 1990.
Aunque el Challenger 2 fue desarrollado a partir del Challenger 1, el nuevo vehículo es un rediseño completo, con menos de un 5% de partes comunes entre ambos. El Reino Unido realizó un pedido de 127 unidades en 1991 y más tarde, en 1994, un pedido adicional de 259 unidades. Omán pidió 18 Challenger 2 en 1993 y 20 unidades más en noviembre de 1997. El Challenger 2 entró en servicio con el Reino Unido en 1998, esperando que se mantenga hasta 2035.
El Challenger 2 ha estado en servicio en Bosnia, Kosovo e Irak desde 2003. Un carro de combate fue dañado seriamente el 6 de abril de 2007 mediante un ataque con un artefacto explosivo improvisado, causando la amputación de las piernas del conductor. Hasta entonces se consideraba que el blindaje del Challenger 2 era prácticamente impenetrable contra este tipo de ataques. Los Challenger 2 también fueron utilizados por las Fuerzas Armadas de Ucrania en la contraofensiva de Ucrania de 2023 y la incursión ucraniana de 2024 en Kursk.

## Historia
Vickers Defence Systems (más tarde Alvis Vickers y ahora parte de BAE Systems Land Systems) comenzó a desarrollar un sucesor del Challenger 1 como una operación privada en 1986. Tras la publicación de una petición por parte del Estado Mayor para un carro de combate de nueva generación, Vickers envió formalmente su diseño para el Challenger 2 al Ministerio de Defensa. En diciembre de 1988 se les concedió un contrato de 90 millones de libras para un vehículo de demostración. En junio de 1991, después de una competición con otros diseños como el M1A2 Abrams, el Leopard II y el Leclerc, el Ministerio de Defensa realizó un pedido para 127 vehículos y 13 vehículos de entrenamiento por un valor de 520 millones de libras. En 1994 aumentaría el pedido con 259 tanques más y 9 vehículos de entrenamiento con un coste de 800 millones de libras.
La fabricación del Challenger 2 comenzó en 1993 en dos sitios principalmente: Elswick en Newcastle-upon-Tyne y Barnbow en Leeds, aunque hubo más de 250 subcontratistas en su construcción. Los primeros carros de combate se entregaron en julio de 1994.
El Challenger completó con éxito su Prueba de Expansión de Fiabilidad (Reliability Growth Trial) en 1994. Se probaron tres vehículos para simular 285 días de combate. Cada día consistía en 27 km de recorrido en carretera, 33 km fuera de carretera, 34 disparos del arma principal, 1000 disparos de las ametralladoras de 7,62 mm, 16 horas de operación del sistema de armas, 10 horas de funcionamiento del motor en ralentí y 3,5 horas de funcionamiento del motor en marcha.
Otra prueba importante fue la Demostración de Fiabilidad en Servicio (ISRD) en 1999. El Challenger 2 entró en servicio en el Ejército Británico en junio de 1998 con los Royal Scots Dragoon Guards de Alemania y los últimos vehículos se entregaron en 2002. Omán recibió sus últimos Challenger 2 en 2001. La variante Trojan para limpieza de campos minados y el modelo lanzapuentes Titan, basados ambos en el Challenger 2, se presentaron en noviembre de 2006 y se espera 66 vehículos de estos tipos sean entregados por BAE Systems a los Ingenieros Reales con un coste de 336 millones de libras.

## Diseño

### Armamento

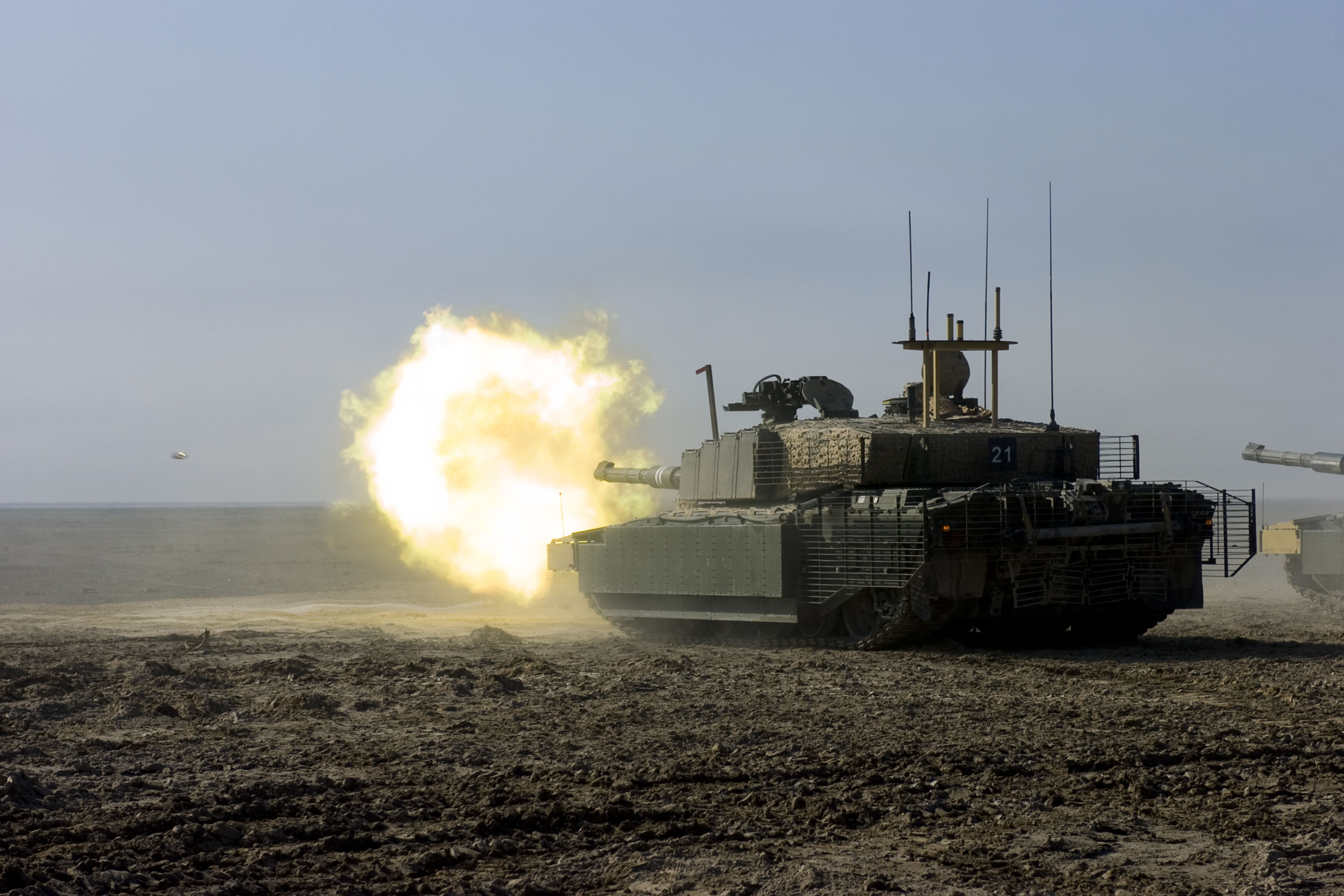
Un Challenger 2 del Ejército británico disparando con su cañón L30A1 de 120 mm en Basora, Irak.

El Challenger 2 está equipado con un cañón L30A1 de 120 mm, sucesor del arma utilizada en el Chieftain y Challenger 1. El cañón está hecho con acero ESR de gran dureza con una aleación con inclusión de cromo y, como los anteriores cañones de 120 mm británicos, cubierto por un manguito térmico. Incorpora un sistema de extracción de humos y está giroestabilizado. Debido a que el Ejército Británico continúa situando aún en un lugar destacado el uso de proyectiles HESH, el cañón del Challenger 2 tiene su ánima rayada.
El carro de combate puede llevar 49 proyectiles de los tipos HESH (alto explosivo), APFSDS o de humo. Se ha fabricado un proyectil APFSDS de uranio empobrecido conocido como CHARM 1, más tarde reemplazado por la versión CHARM 3. Como en las versiones anteriores del cañón de 120 mm, los proyectiles están divididos en dos partes: la carga propulsora y la ojiva. La separación de la munición reduce la probabilidad de que exploten en caso de impacto.
El cañón está controlado por un sistema eléctrico y de estabilización. A su izquierda hay una ametralladora L94A1 EX-34 de 7,62 mm. Sobre la escotilla del cargador se sitúa una ametralladora L37A2 de 7,62 mm para defensa antiaérea. El tanque lleva un total de 4.200 proyectiles de 7,62 mm.
La computadora digital de control de fuego contiene dos procesadores de 32 bits con un bus de datos MIL STD1553B. El comandante tiene un visor estabilizado VS 580-10 de SAGEM con telémetro láser. Además, la cúpula del comandante dispone de ocho periscopios para una visión de 360°. La cámara TOGS II de Thales Group proporciona la visión nocturna. La imagen termal se muestra en las pantallas y visores del artillero y del comandante. El artillero dispone de una mira estabilizada con telémetro láser para un alcance desde los 200 m a los 10 km. El conductor está equipado con un periscopio de conducción pasiva (PDP) para operar por la noche.

### Defensa
El Challenger 2 es uno de los carros de combate más blindados. La torreta y el casco están protegidas por un blindaje Chobham de segunda generación (también conocido como Dorchester) y los detalles continúan clasificados. En caso de necesidad, se puede equipar al vehículo de blindaje reactivo. El sistema de protección nuclear, biológico y químico (NBQ) está situado en la parte trasera de la torreta.
Cada lado de la torreta dispone de cinco lanzagranadas de humo L8. El Challenger 2 también puede crear humo con la inyección de diésel en la salida de gases.

### Sistema de tracción
La planta motriz del Challenger 2 es un motor diésel CV-12-1000TCA de Perkins de 1.200 caballos de vapor de potencia (895 kW). La caja de cambios es una del modelo TN54 de David Brown Ltd., con seis marchas hacia delante y dos velocidades en reversa. La suspensión es del tipo hidroneumática de segunda generación.

## Uso en combate

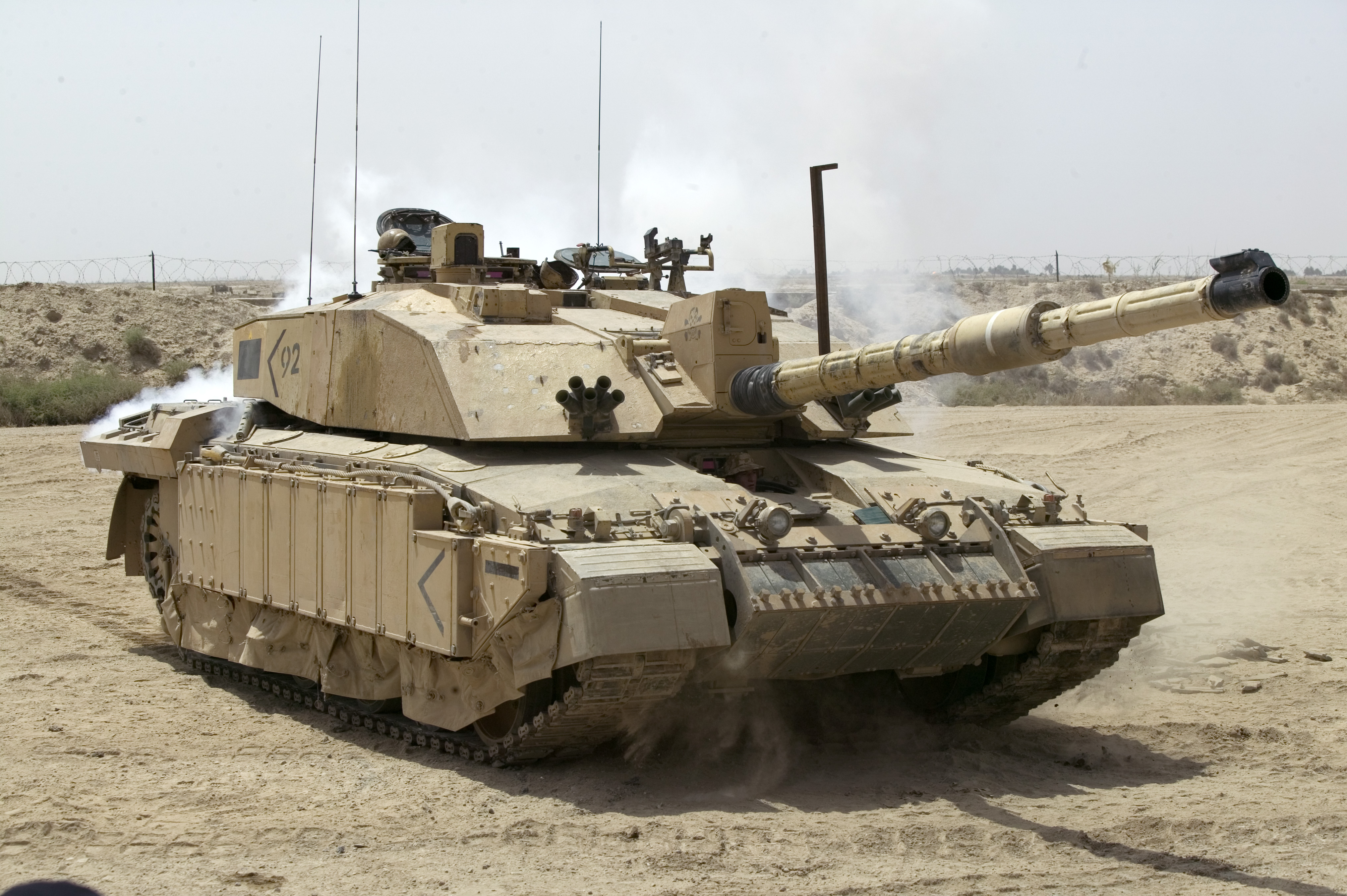
Un tanque Challenger 2 patrullando a las afueras de Basora, Irak durante la Operación Telic, 2003.

Antes de su entrada en combate el marzo de 2003 durante la invasión de Irak, el Challenger 2 ha participado en misiones de Fuerzas de Paz de la ONU y ejercicios militares. En Irak, la 7ª Brigada Blindada, parte e la 1.ª División Blindada, entró en combate con 120 tanques, donde en Basora proporcionaron apoyo a las fuerzas británicas.[cita requerida]
La primera baja del Challenger 2 fue ocasionada por fuego amigo, en el que un Challenger 2 disparó por error a otro, destruyéndolo y acabando con la vida de dos de sus tripulantes. En un encuentro, un Challenger 2 recibió el impacto directo de ocho cohetes de RPG-7 y un misil antitanque MILAN. La tripulación sobrevivió y el vehículo fue retirado para reparación.[cita requerida]
En la contraofensiva del este y del sur de Ucrania de 2023, las Fuerzas Armadas de Ucrania utilizaron los tanques Challenger 2, dónde se confirmó la primera destrucción en combate de alta intensidad de un tanque de este tipo, que se presume fue destruido por un misil antitanque Kornet ruso. La explosión resultante voló la torreta del Challenger 2. El tanque ardió durante horas. Posteriormente, otro Challenger 2 fue destruido por un misil 9M133 Kornet. 
Según medios ucranianos el 10 de marzo de 2024: dos Challenger 2 más habían resultado dañados pero habían sido reparados; sólo siete de las catorce unidades inicialmente entregadas a Ucrania permanecen en condiciones óptimas para el combate. Se ha reportado que las unidades en servicio en Ucrania a menudo es necesario remplazar las piezas de la torre y el sistema de puntería, y el bajo nivel de preparación para el combate se debe a los retrasos en la entrega de piezas para las reparaciones rutinarias. Para septiembre de 2024, según el sitio web neerlandés de análisis de defensa de inteligencia de fuentes abiertas (OSINT), Oryx, al menos dos tanques Challenger 2 de los catorce enviados, habían sido destruidos por las tropas rusas. Sin embargo, se desconoce cuantas unidades han entrado realmente en combate, ya que le motor no es suficientemente potente para proporcionar una movilidad en terrenos difíciles típicos del campo de batalla en Ucrania. «Se atasca en el barro porque es demasiado pesado», dijo un oficial ucraniano.
Para el 16 de abril de 2025 según datos de analistas militares por videos y fotos en Ucrania se han confirmado la destrucción de 6 tanques Challanger 2 de los 14 se desconoce cuantos quedan operativos.

## Variantes

### Challenger Lethality Improvement Programme

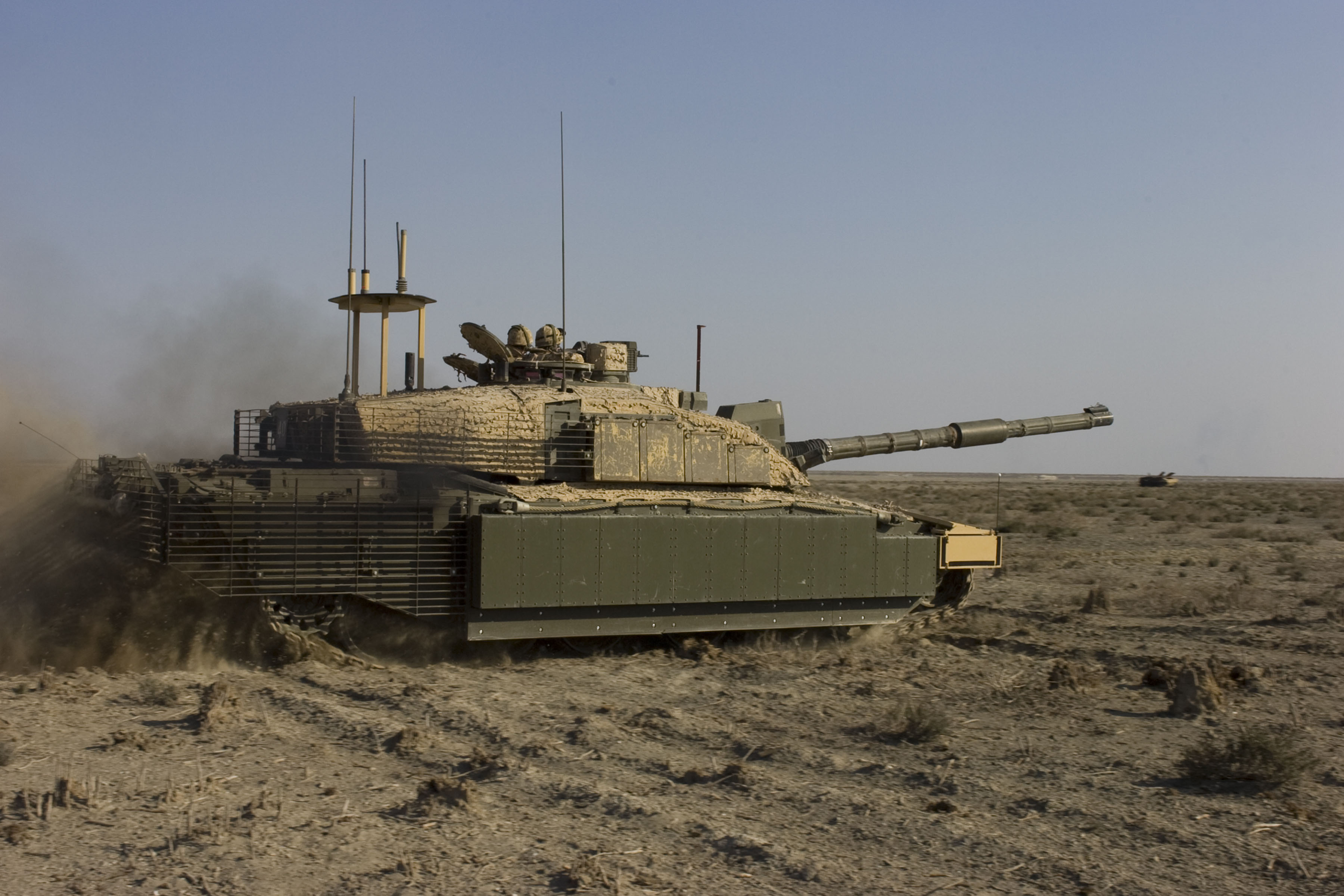
Un Challenger II actualizado equipado con paneles de blindaje reactivo fabricados por Rafael Advanced Defense Systems.

El Challenger Lethality Improvement Programme es un programa de actualización del cañón del Challenger desde una versión L30A1 actual al modelo Rheinmetall L55 de 120 mm de ánima lisa, que es utilizado por el Leopard 2A6. El uso de un cañón de ánima lisa permite al Challenger utilizar otros tipos de munición desarrolladas por Alemania y los Estados Unidos. Además, al tratarse de un cañón más largo consigue una velocidad de salida mayor. Se ha considerado otras mejoras como un sistema de protección NBQ regenerativo. Un Challenger 2 ha sido equipado con el cañón L55 y a enero de 2006 estaba realizando pruebas.

### Challenger 2E
El Challenger 2E es la versión de exportación del tanque. Incorpora un nuevo sistema de control de fuego, con un visor panorámico SAGEM MVS 580 para el comandante y un visor SAGEM SAVAN 15 para el artillero. La planta motriz ha sido reemplazada por un motor EuroPowerPack de 1.500 CV (1.100 kW) montado transversalmente con un motor diésel MTU MT 883 acoplado a una transmisión automática HSWL 295TM  de Renk. Se trata de un motor más pequeño pero de mayor potencia que permite aumentar la capacidad de combustible, incrementando el alcance del vehículo hasta 550 km.
En 2005 se anunció que el desarrollo y marketing de exportación del 2E se detendría. Se ha enlazado el fracaso del 2E por no haber sido seleccionado por el Ejército Griego en 2002, donde el Leopard 2 ganó la competición.

### CRARRV
El CRARRV (ChallengeR Armoured Repair and Recovery Vehicle, o Vehículo Challenger Blindado de Reparación y Recuperación) es un vehículo blindado de recuperación basado en el chasis del Challenger y diseñado para reparar y recuperar carros de combate dañados en el campo de batalla. Tiene cinco asientos pero generalmente lleva una tripulación de tres soldados de los Reales Ingenieros Mecánicos y Eléctricos (REME). Hay espacio para transportar hasta dos pasajeros de forma temporal.
El tamaño y rendimiento del CRARRV son similares al Challenger 2, pero en lugar de armamento viene equipado con:
- Un cabestrante principal con una fuerza de 52 toneladas, que puede ejercer hasta 100 toneladas utilizando la polea y anclaje del vehículo.
- Una grúa capaz de levantar 6500 kg a una altura de 4,9 m.
- Una pala para aplanar el terreno o eliminar obstáculos.
- Herramientas de reparación incluyendo herramientas de aire comprimido y de soldadura por arco.

### Titan
El Titan es un posapuentes basado en el Challenger 2 que reemplazará al Chieftain Armoured Vehicle Launched Bridge (ChAVLB). Está previsto que entre en servicio con los Ingenieros Reales en 2006 con un total de 33 vehículos.

### Trojan
El Trojan es un vehículo de combate para ingenieros, diseñado para sustituir al Chieftain AVRE (ChAVRE). Utiliza el chasis del Challenger 2 y llevará un brazo excavador y una pala aplanadora. Como el Titan, está previsto que 33 vehículos entren en servicio.

## Operadores

Mapa de los países que operan el Challenger 2.

- : Ejército Británico: 386 adquiridos (227 operacionales) más 22 unidades utilizados para la formación de conductores.[15]
- : Ejército Real de Omán: 38 comprados desde 1993.[16]
- : Fuerzas de Asalto Aéreo de Ucrania:[17]En enero de 2023 se confirmó que el Reino Unido suministraría a Ucrania 14 tanques de batalla principales Challenger 2 junto con vehículos de apoyo.[18][19][20] El 29 de enero, las primeras tropas ucranianas llegaron al Reino Unido para comenzar a entrenar con los tanques.[21] Estas tropas completaron su entrenamiento el 27 de marzo y después regresaron a Ucrania; los primeros tanques fueron entregados a Ucrania en la misma fecha.[22]

### Desarrollos relacionados
- Challenger 1
- Challenger 3
- /// Al-Hussein

### Vehículos similares
- M1A2 Abrams
- Merkava IV
- AMX-56 Leclerc
- Leopard 2A7+
- / Leopardo 2E
- Tipo 98G
- P'ookpong Ho (M-2002)
- K2 Black Panther
- K1
- Arjun
/ T-90 "Bhishma"
- Zulfiqar 3
- C1 Ariete
- Tipo 90
  Tipo 10
- /  Al-Khalid
/  Al-Zarrar
- PT-91 Twardy
- TR-125
- T-90AM
- M-84AS (M-2001)
- M-95 Degman
- / Stridsvagn 122
- T-84 Oplot-M
- // T-80UM2
- MİTÜP Altay

### Listas relacionadas
- Anexo:Tanques de combate principal por generación